# Valerio Marucelli

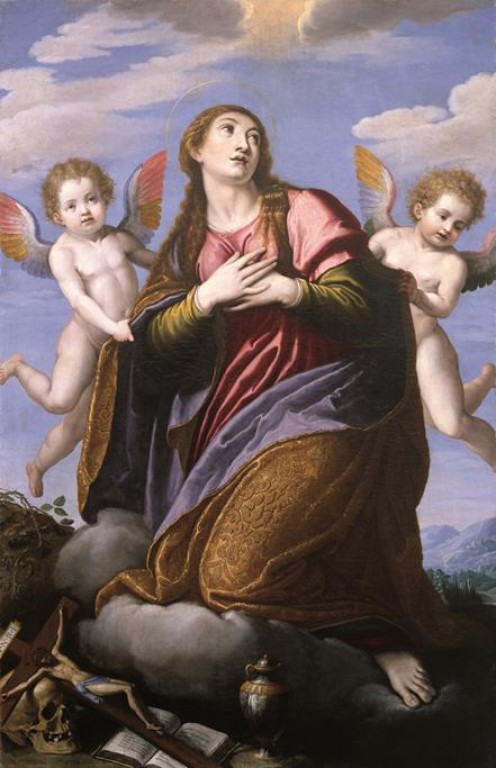
Éxtasis de la Magdalena, Valladolid, Monasterio de las Descalzas Reales.

Valerio Marucelli (Florencia, 11 de octubre de 1563-1626) fue un pintor italiano al servicio de la corte del gran duque de Toscana Cosme II de Médici.
Pintor de historia, formado en el estudio de Giovanni Battista Naldini y discípulo de Santi di Tito, Marucelli fue uno de los 19 pintores toscanos a los que Cristina de Lorena, madre de Cosme II de Médicis, encargó en 1610 una serie de 32 pinturas destinadas al Convento de las Descalzas Reales de Valladolid, para complacer con ellas a su patrona, la reina Margarita, hermana de la esposa de Cosme II, María Magdalena de Austria. Las pinturas, entre ellas el Éxtasis de la Magdalena pintado por Marucelli, salieron de Livorno en junio de 1611 y llegaron en julio a Cartagena, parte de ellas en muy mal estado. Terminada la construcción del convento, en 1615, se encargó a Santiago Morán copiar o rehacer las pinturas dañadas y dadas por perdidas, pero, contrariamente a lo que se había creído, Morán no realizó las copias y traspasó el trabajo a Mateo Serrano, que se encargó de su restauración conservando los originales, al menos en parte, como han puesto de manifiesto estudios y restauraciones recientes. Una segunda versión de la Asunción de la Magdalena, pintada sobre alabastro, se conserva en el palazzo Pitti de Florencia, fechada en 1615.
El mismo año del encargo vallisoletano participó en las decoraciones efímeras destinadas a la celebración en la basílica de San Lorenzo de Florencia de las honras fúnebres por el rey Enrique IV de Francia, asesinado el 14 de mayo de 1610 en París, a las que contribuyó con la pintura en grisalla de la batalla de Fontaine-Française, en la que Enrique IV salió vencedor de su rival Carlos de Lorena. También para las exequias celebradas en Florencia en 1612 en honor de la reina Margarita de Austria, destinataria del encargo de pinturas para las Descalzas de Valladolid, se le encargó una de las grisallas que debían adornar la nave del templo, con la representación de la reina recibiendo en Valencia a los emisarios de Felipe III (Margarita de Austria recibe en Valencia a los embajadores del imperio español, Florencia, Galleria degli Uffizi).

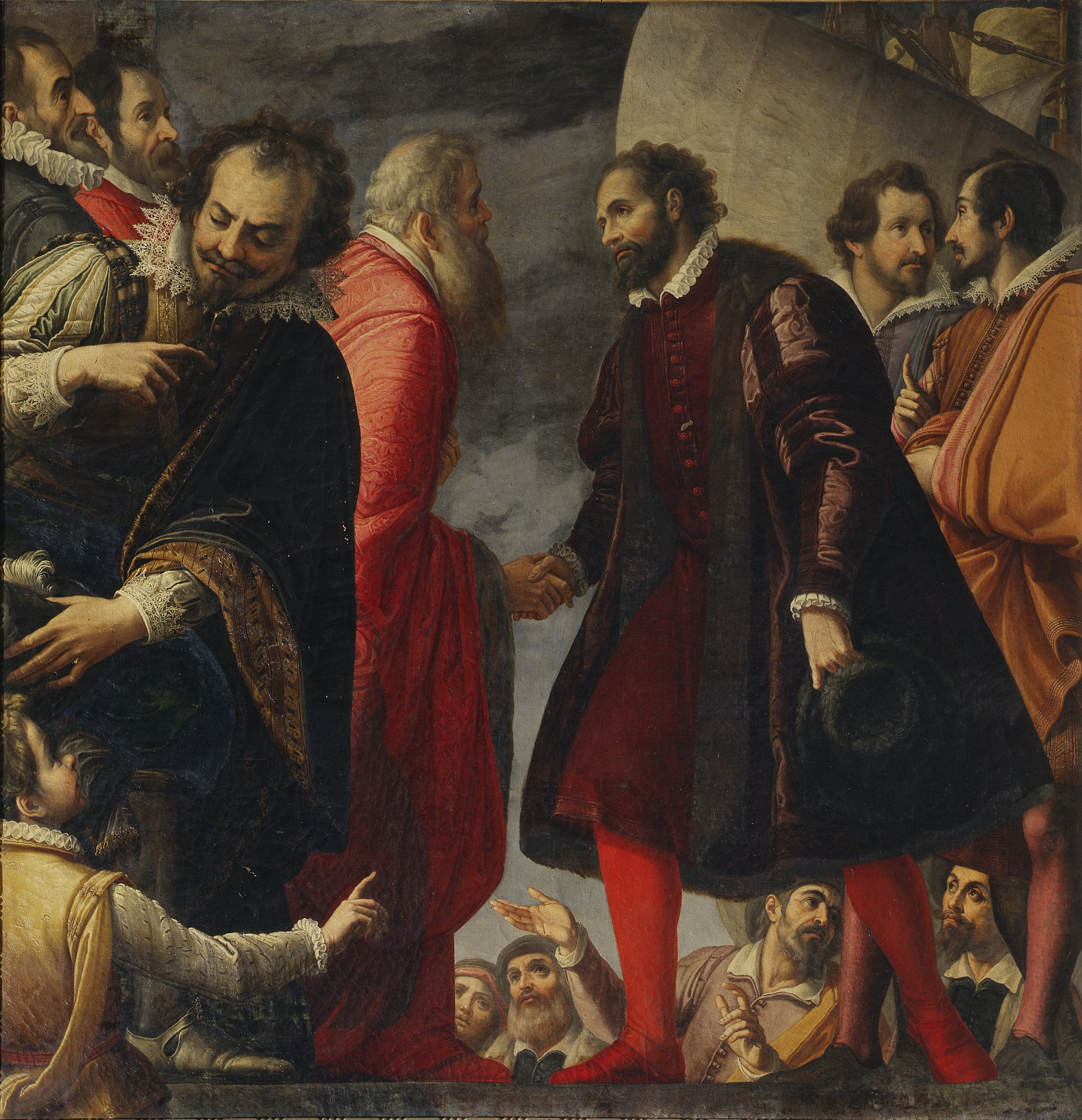
Miguel Ángel recibido en Venecia por el dogo Andrea Gritti, Florencia, Casa Buonarroti.

Por encargo de Cosme de Médici pintó en los últimos años de su vida y para ser regalado a María de Médici con destino a la decoración del palacio de Luxemburgo de París el Intercambio de las princesas en el Bidasoa (óleo sobre lienzo, 182 x 233 cm, The Mari-Cha Collection Ltd), dentro de nuevo de una serie de pinturas más amplia y de diversos artistas. Muy semejante al cuadro anónimo dedicado al mismo asunto que se conserva en la portería del monasterio de la Encarnación de Madrid, posiblemente por haberse servido ambos de la misma fuente, ahora desconocida, conmemora la ceremonia celebrada el 9 de noviembre de 1615 en la frontera entre España y Francia con el intercambio cerca de la desembocadura del Bidasoa de las princesas Ana de Austria, hija de Felipe III, casada por poderes con Luis XIII de Francia, y de la hermana de este, Isabel de Borbón, hija de Enrique IV y María de Médici, casada con el heredero de la corona española, Felipe IV; ceremonia que por su interés dinástico y por los augurios de paz entre los dos reinos fue motivo de diversas representaciones, aunque, posiblemente por el carácter teatral del lienzo de Marucelli, en el que cobra especial protagonismo el paisaje a vista de pájaro, cuando el cuadro llegó a París María de Médici necesitó una explicación de su significado.
Para sobrepuerta de la galería de la Casa Buonarroti, encargo de Miguel Ángel Buonarroti el joven, bisnieto de Miguel Ángel, pintó al óleo entre 1616 y 1618 al artista florentino cuando a su paso por Venecia recibió la visita del dogo Andrea Gritti acompañado por otros dignatarios venecianos, quienes le ofrecieron un salario si aceptaba quedarse a residir en la ciudad.